# Рудоуправління імені Ілліча
Рудоуправління імені Ілліча — колишнє гірничодобувне підприємство з видобутку та переробки залізняку на базі Криворізького залізорудного басейну в місті Кривий Ріг.

## Історія
Організовано 1932 року внаслідок об'єднання шахт «ЗОТ» (За оволодіння технікою), «Північна», імені Ілліча, імені МОДР, імені ГПУ, №5 та №10, які працювали до 1917 року. 
1937 року рудоуправлінню було передано шахти імені Валявка, імені Калініна, «Бортівська № 4» та «Катеринівка» ліквідованого рудоуправління імені «Правди».
У 1940 році побудовано шахту імені ОГПУ, де в тому ж році бурильником О. І. Семиволос створено новий високоефективний метод швидкісного багатозабійного буріння і з його ініціативи народився трудовий почин, що сприяв різкому підвищенню продуктивності праці гірників.
Після Великої Вітчизняної війни найпотужніші шахти було відновлено та реконструйовано. 
1954 року почала діяти шахта «Північна», 1959 року — «Південна». 
1961 року до складу рудоуправління увійшла шахта «Нова» ліквідованого Рахманівського рудоуправління. 
У 1965 році закладено Скелюватський кар'єр. 
У 1967 році введена в дію збагачувальна фабрика.
Ліквідовано у лютому 1987 року 
.

## Характеристика
Підприємство середньої потужності. 
У 1969 р. видобуток рудника перевищувала 2 мільйони тонн руди.